# Despertar de primavera
Despertar de primavera, llamada originalmente Spring awakening y traducida como Despertar de primavera un musical diferente, es la adaptación argentina realizada por Cris Morena Group y RGB entertainment de un musical (estilo rock), originario de Broadway (Estados Unidos), basado en la obra homónima de Frank Wedekind. En Argentina se estrenó el 19 de marzo de 2010 en el Teatro Astral.
Es protagonizada por Fernando Dente, Florencia Otero y Federico Salles. La orquestación original fue compuesta por Duncan Sheik y las letras son de Steven Sater, que también se encargó del guion original. La adaptación y traducción argentina estuvo a cargo de Cris Morena, la dirección general en manos de Ariel Del Mastro y la coreografía a cargo de Gustavo Carrizo.

## Sinopsis
En el año 1891 en Alemania en un mundo en el que los adultos son quienes controlan todo, un grupo de adolescentes de un pequeño pueblo se enfrenta a algunas de las grandes preguntas que marcan la adolescencia: el sexo, el suicidio, los misterios de la pubertad y la interminable serie de cuestionamientos que comienzan a aflorar. La historia de cómo intentan encontrar las respuestas, mientras intentan continuar con sus vidas dentro del colegio, y dentro de un mundo extremadamente hostil ante todos aquellos que se atreven a poner a prueba sus valores.

## Elenco
- Fernando Dente es Melchior
- Florencia Otero es Wendla
- Federico Salles es Moritz
- Tony Lestingi (Roles adultos masculinos)
- Irene Almus (Roles adultos femeninos)
- Mariana Jaccazio es Ilse
- Belén Pasqualini es Martha
- Eliseo Barrionuevo es Hanschen
- Leandro Bassano es Ernst
- Micaela Pierani Méndez es Anna
- Julieta Nair Calvo es Thea
- Julián Rubino es Georg
- Cristian Centurión es Otto
- Guido Balzaretti (Swing 1)
- Stella Maris Faggiano (Swing 2)
- Pedro Frías (Swing 3)
- Ayelén Varela (Swing 4)

## Equipo creativo
- Novela original: Frank Wedekind
- Guion: Steven Sater
- Música: Duncan Sheik
- Letras: Steven Sater
- Dirección general: Ariel Del Mastro
- Asistente de dirección: Sabrina Arias
- Adaptación: Cris Morena
- Traducción: Cris Morena
- Coreografía: Gustavo Carrizo
- Producción ejecutivo: Mariano Pagani - María Videla Rivero
- Dirección de actores: Rubén Viani
- Dirección musical: Federico Vilas
- Diseño de iluminación: Ariel Del Mastro
- Diseño de escenografía: Jorge Ferrari
- Diseño de vestuario: Alejandra Robotti
- Diseño de sonido: Gastón Briski
- Diseñador de sonido asociado: Germán Schlatter Cortijo
- Diseño de videos: Maxi Vecco
- Prensa y comunicación: Anita Tomaselli
- Entrenador vocal: Katie Viqueira
- Directora residente: Sabrina Arias
- Dirección de orquesta: Pablo Olivera
- Producción general: Cris Morena

## Trivia
- La obra original, estrenada en 2006 en Broadway, ganó 8 premios Tony (Mejor musical, Mejor guion y Mejor banda sonora entre otros).
- La obra también tiene su adaptación en Australia, Suecia, Hungría, Finlandia, Japón, Noruega, Corea del sur, Filipinas, Austria, Inglaterra, Brasil (O despertar da primavera) y Panamá.

## Película
La productora Warner Bros. compró los derechos del musical y ha anunciado que estaría interesada en transformar Spring awakening y trasladarlo al cine. La preproducción empezaría en la primavera de 2010 en el continente europeo y la dirección estaría a cargo de Joseph McGinty Nichol, más conocido como McG.

## Premios
Premio ACE MEJOR ESPECTÁCULO MUSICAL
Premio ACE Mejor Actriz de Espectáculo Musical - Florencia Otero
Premio ACE Mejor Actor de Espectáculo Musical - Federico Salles
Premio ACE Mejor Escenografía - Jorge Ferrari
Premio ACE Mejor Coreografía - Gustavo Carrizo
Premio ACE Mejor Producción
Premio Hugo Mejor Actor Protagónico en Musical - Fernando Dente
Premio Hugo Actor Revelación - Federico Salles
Premio Hugo Mejor Adaptación de Libro y Letras - Cris Morena
Premio Hugo Mejor Dirección General - Ariel del Mastro
Premio Hugo Mejor Dirección de Actores
Premio Hugo Mejor Diseño de Escenografía Original
Premio Hugo Mejor Diseño de Luces
Premio Hugo Mejor Diseño de Sonido
PTM Mejor Interpretación Destacada Femenina-Jana Gómez (Martha en España)

## Nominaciones
Premio ACE Actor de Espectáculo Musical - Fernando Dente
Premio ACE Mejor Vestuario
Premio ACE Mejor Iluminación
Premio ACE Mejor Director de Musical - Ariel Del Mastro
- Datos: Q5804382